# 横道忠右衛門
横道 忠右衛門（よこみち ちゅうえもん）は、江戸時代前期の長州藩の陪々臣。大野毛利家初代当主である毛利就頼の家臣。諱は豊行（とよゆき）。慶安4年（1649年）から9年以上にわたる宇佐木大野河添い沖（現・山口県熊毛郡平生町）の開作の設計・施工者。

## 横道氏
横道氏は元々尼子氏の家臣で、後に毛利氏に従った。忠右衛門の祖父である横道高光（源助）は、軍記物に多く登場する出雲尼子氏家臣で、「横道兄弟」の2番目。なお、高光の長兄は、尼子十勇士の一人として知られる横道秀綱（兵庫助）である。

## 生涯
慶安4年（1649年）から9年以上にわたって、宇佐木大野河添い沖（現在の山口県熊毛郡平生町）の開作の設計と施工を行った。
しかし、この忠右衛門の功績を妬む品川治左衛門らによって、忠右衛門は延宝4年（1676年）2月28日に暗殺された。享年48。法名は深広院性誉法安居士。
平生町の常春寺境内には忠右衛門の墓があり、当時最先端であったオランダの技術を採り入れて忠右衛門が設計した水門「南蛮樋」（なんばんひ）とともに平生町の史跡名所となっている。